# Seongsu-myeon, Jinan-gun
Seongsu-myeon (koreanska: 성수면) är en socken i Sydkorea. Den ligger i kommunen Jinan-gun och provinsen Norra Jeolla, i den centrala delen av landet, 210 km söder om huvudstaden Seoul.